# 임바부라주

임바부라 주의 위치

임바부라주(스페인어: Provincia de Imbabura)는 에콰도르 북부에 위치한 주로 주도는 이바라이며 면적은 4,587.51km2, 인구는 398,244명(2010년 기준), 인구 밀도는 87명/km2이다. 6개 지방 자치체를 관할한다. 북쪽으로는 에스메랄다스 주와 카르치 주, 동쪽으로는 수쿰비오스 주와 나포 주, 남쪽으로는 피친차 주, 서쪽으로는 에스메랄다스 주와 접한다.

주기

## 같이 보기
- 에콰도르의 주